# Coulonges-sur-Sarthe
Coulonges-sur-Sarthe – miejscowość i gmina we Francji, w regionie Normandia, w departamencie Orne.
Według danych na rok 1990 gminę zamieszkiwało 468 osób, a gęstość zaludnienia wynosiła 48 osób/km² (wśród 1815 gmin Dolnej Normandii Coulonges-sur-Sarthe plasuje się na 466. miejscu pod względem liczby ludności, natomiast pod względem powierzchni na miejscu 523.).